# Nybergsund IL-Trysil
Nybergsund IL-Trysil is een Noorse voetbalclub uit Nybergsund, een dorp in de gemeente Trysil. De club werd opgericht in 1918 en speelt zijn wedstrijden in het Nybergsund Stadion. De club speelt in de 4. Divisjon, de vijfde klasse in het Noorse voetbal. Tussen 2008 en 2011 kende de club haar "gloriejaren"; toen was de club namelijk actief op het tweede niveau.